# M80 (天体)
座標:  16h 17m 02.41s, −22° 58′ 33.9″
M80 (NGC 6093) はさそり座にある球状星団。

## 概要
双眼鏡では小さな星雲状に見え、小口径でも中央が明るく見える。中心がよく輝き、メシエ天体の中でももっとも彗星によく似て見えるものの一つ。口径10cmの望遠鏡では星雲・彗星状に見える。口径20cmの望遠鏡では、周辺が微光星に分解でき、中心部もざらついた感じに見えてくる。口径40cmで中心部まで星に分離できる。球状星団の中には星の連なりが見受けられるものも多いが、M80は均一に分布している。
1999年、ハッブル宇宙望遠鏡による観測で、通常の球状星団の2倍の青色はぐれ星があることが分かった。この観測結果は、M80の中心部で、恒星同士の衝突が並外れて高い率で起こっていることを示していると考えられている。

## 観測史
1781年にフランスの天文学者シャルル・メシエが発見した。メシエは「星のない星雲。中心部が明るく、まるく小さな彗星の核のよう。星雲状の物質にかこまれている」と記した。ウィリアム・ハーシェルは「M80としてよく知られているが、私が記憶しているもののうちでは、最も密集したもののひとつである」とした。ジョン・ハーシェルは「球状星団でまるく中心がよく輝いて周囲から急に明るくなっている。星の光度は14等でみなよく分かれる」と記した。
1860年5月21日に、星団の中央に7等の新星が出現した。これはベルリンのアルトゥル・アウヴェルスによって発見され、さそり座T星と名付けられた。1854年にはこの近くに、さそり座R星、さそり座S星といった変光星がフランスの天文学者ジャン・シャコルナクによって発見されている。